# Aljaksej Hryschyn
Aljaksej Hennadijewitsch Hryschyn (russisch Аляксей Генадзьевіч Грышын; * 18. Juni 1979 in Minsk) ist ein ehemaliger belarussischer Freestyle-Skier, der auf die Disziplin Aerials (Springen) spezialisiert war. 2001 wurde er Weltmeister, 2010 Olympiasieger.

## Biografie
Nach zwei Saisons im Europacup debütierte Hryschyn am 16. Dezember 1997 im Freestyle-Skiing-Weltcup, wobei er in Piancavallo auf den vierten Platz sprang und sich sogleich in der Weltspitze etablierte. Er qualifizierte sich für die Olympischen Winterspiele 1998, bei denen ein achter Platz resultierte. Der erste Podestplatz folgte am 7. März 1998 in Hasliberg. Die ersten beiden Weltcupsiege konnte er am 11. und 12. September 1999 in Mount Buller feiern. In der Disziplinenwertung der Saison 1999/2000 musste er sich dem Kanadier Nicolas Fontaine um lediglich acht Punkte geschlagen geben.
Bei der Weltmeisterschaft 2001 in Whistler gewann Hryschyn die Goldmedaille, vor seinem Landsmann Dsmitryj Daschtschynski. Zum Saisonabschluss folgte der dritte Weltcupsieg. Wiederum verpasste er den Gewinn der Disziplinenwertung nur knapp. Ein weiterer Sieg kam in der Saison 2001/02 hinzu. Bei den Olympischen Winterspielen 2002 gewann Hryschyn hinter dem US-Amerikaner Eric Bergoust und dem Tschechen Aleš Valenta die Bronzemedaille. In der Saison 2002/03 blieb er ohne Sieg, holte sich aber bei der Weltmeisterschaft 2003 in Deer Valley die Silbermedaille (wobei die Differenz zum siegreichen Russen Dmitri Archipow weniger als zwei Punkte betrug).
In der Saison 2003/04 siegte Hryschyn in zwei Weltcupspringen. Dies gelang ihm in der darauf folgenden Saison 2004/05 zwar nicht, doch gewann er bei der Weltmeisterschaft 2005 in Ruka die Bronzemedaille. Bei den Olympischen Winterspielen 2006 verpasste er knapp die Medaillenränge und wurde Vierter. In der Weltcupsaison 2005/06 gelangen ihm zwei Podestplätze, 2006/07 stand er einmal auf dem Podest. Hingegen war er im Winter 2007/08 nie besser als auf Platz 7.
Im Dezember 2008 gelang Hryschyn nach über viereinhalb Jahren wieder ein Weltcupsieg. Allerdings fielen seine Leistungen in der Folge markant ab. Zwar erzielte er in der Saison 2009/10 erneut einen Podestplatz, doch gehörte er vor den Olympischen Winterspielen 2010 nicht zum engeren Favoritenkreis. Beim olympischen Springen in Cypress Mountain zeigte er seine beste Leistung seit längerer Zeit und gewann etwas unerwartet die Goldmedaille. Nach einer fast dreijährigen Wettkampfpause stieg er zu Beginn des Jahres 2013 wieder in den Weltcup ein und erzielte in der Weltcupsaison 2013/14 zwei dritte Plätze.

## Erfolge

### Olympische Spiele
- 1998 Nagano: 8. Aerials
- 2002 Salt Lake City: 3. Aerials
- 2006 Turin: 4. Aerials
- 2010 Vancouver: 1. Aerials
- 2014 Sotschi: 15. Aerials

### Weltmeisterschaften
- 1999 Hasliberg: 26. Aerials
- 2001 Whistler: 1. Aerials
- 2003 Deer Valley: 2. Aerials
- 2005 Ruka: 3. Aerials
- 2007 Madonna di Campiglio: 15. Aerials
- 2009 Inawashiro: 16. Aerials
- 2013 Voss: 13. Aerials

### Weltcupwertungen
- Saison 1998/99: 8. Aerials-Weltcup
- Saison 1999/00: 3. Gesamtweltcup, 2. Aerials-Weltcup
- Saison 2000/01: 7. Aerials-Weltcup
- Saison 2001/02: 2. Aerials-Weltcup
- Saison 2002/03: 5. Aerials-Weltcup
- Saison 2003/04: 3. Aerials-Weltcup
- Saison 2004/05: 8. Aerials-Weltcup
- Saison 2008/09: 5. Aerials-Weltcup
- Saison 2009/10: 10. Aerials-Weltcup
- Saison 2013/14: 4. Aerials-Weltcup

### Weltcupsiege
Hryschyn errang 24 Podestplätze, davon 7 Siege:
| Datum              | Ort                | Land       |
| ------------------ | ------------------ | ---------- |
| 11. September 1999 | Mount Buller       | Australien |
| 12. September 1999 | Mount Buller       | Australien |
| 10. März 2001      | Himos              | Finnland   |
| 18. Januar 2002    | Lake Placid        | USA        |
| 11. Januar 2004    | Mont Tremblant     | Kanada     |
| 14. Februar 2004   | Harbin             | China      |
| 20. Dezember 2008  | Adventure Mountain | China      |